# یون یدنکوف
یون یدنکوف (اوکراینی: Євген Вікторович Юденков؛ زادهٔ ۱۰ آوریل ۱۹۹۳) ژیمناست هنری اهل اوکراین است.